# Dänischer Fußballpokal 1955/56
Der Dänische Fußballpokal 1955/56 war die zweite Austragung des dänischen Pokalwettbewerbs der Männer. Er wurde vom dänischen Fußballverband ausgetragen. Das Finale fand am 2. Juni 1956 im Københavns Idrætspark von Kopenhagen statt. Pokalsieger wurde BK Frem Kopenhagen, der sich im Finale gegen AB Gladsaxe durchsetzte.
Alle Begegnungen wurden in einem Spiel ausgetragen. Bei unentschiedenem Ausgang wurde zur Ermittlung des Siegers eine Verlängerung gespielt. Stand danach kein Sieger fest, folgte ein Elfmeterschießen. Ab dem Halbfinale wurde bei einem Remis das Spiel wiederholt.

## 1. Runde
Es nahmen 54 Mannschaften unterhalb der ersten drei Klassen teil.
|                        | Ergebnis              |                    |
| ---------------------- | --------------------- | ------------------ |
| Aalborg Freja          | 4:3                   | Herning Fremad     |
| Bagenkop IF            | 2:3                   | Haderslev FK       |
| Ballerup IF            | 8:0                   | Sundby BK          |
| Esbjerg B 1929         | 2:6                   | Esbjerg KFUM       |
| Fraugde G&IF           | 2:5                   | BK Marienlyst      |
| Glostrup IC            | 1:3                   | BK Dalgas          |
| Hellas BK Valby        | 3:4                   | BK Mariendal       |
| BK Hero                | 5:2 n. V.             | Holbæk B&I         |
| Hobro IK               | 8:4                   | Videbæk IF         |
| Hvidovre IF            | 1:3                   | BK Frem Sakskøbing |
| Kalundborg GB          | 4:5                   | BK Rødovre         |
| Korsør BK              | 4:4 n. V. (4:3 i. E.) | Roskilde BK        |
| Lemvig GF              | 3:6                   | Nørresundby BK     |
| Lyngby BK              | 5:1                   | Humlebæk BK        |
| Nexø BK                | 6:2                   | BK Fremad Valby    |
| Næsby G&IF             | 3:1 n. V.             | Allested U&IF      |
| Odder IGF              | 4:0                   | Dalum IF           |
| Sønder Omme IF         | 0:5                   | Stenstrup BK       |
| Skagen IK              | 7:1                   | Hald IF            |
| IK Skovbakken          | 4:6                   | Brønderslev IF     |
| Store Heddinge BK      | 2:5                   | BK Stefan          |
| Søllested IF           | 2:5                   | IF Skjold Skævinge |
| Tved BK                | 4:2                   | Kolding IF         |
| Tårnby BK              | 0:6                   | B 1921 Nykøbing    |
| Viby IF                | 3:6                   | Frederikshavn fI   |
| Vordingborg IF         | 3:2                   | Svebølle B&I       |
| Vorup Frederiksberg BK | 1:3                   | Nibe BK            |

## 2. Runde
Teilnehmer waren die 27 Sieger der ersten Runde und 5 Mannschaften mit Freilos in der ersten Runde: IF Skjold Birkerød, Kastrup BK, Viborg FF, Svendborg BK und IK Viking Rønne.
|                    | Ergebnis  |                    |
| ------------------ | --------- | ------------------ |
| B 1921 Nykøbing    | 4:3       | BK Hero            |
| Ballerup IF        | 3:8       | IF Skjold Birkerød |
| Esbjerg KFUM       | 4:2 n. V. | BK Mariendal       |
| Frederikshavn fI   | 1:2       | Lyngby BK          |
| BK Frem Sakskøbing | 1:0       | Vordingborg IF     |
| Hobro IK           | 3:2       | BK Dalgas          |
| Kastrup BK         | 2:3       | Viborg FF          |
| Korsør BK          | 2:4       | Nibe BK            |
| BK Marienlyst      | 7:1       | BK Stefan          |
| Nexø BK            | 1:2 n. V. | Odder IGF          |
| Nørresundby BK     | 1:2       | Svendborg BK       |
| BK Rødovre         | 0:3 n. V. | Aalborg Freja      |
| Skagen IK          | 5:1       | Næsby G&IF         |
| IF Skjold Skævinge | 1:5       | Haderslev FK       |
| Tved BK            | 0:2       | Stenstrup BK       |
| IK Viking Rønne    | 1:0       | Brønderslev IF     |

## 3. Runde
Teilnehmer: Die 16 Sieger der zweiten Runde, Siebter bis Zehnter der 2. Division 1954/55, Erster bis Zehnter der 3. Division 1954/55, sowie die beiden Aufsteiger in die 3. Division.
|                  | Ergebnis  |                    |
| ---------------- | --------- | ------------------ |
| Haderslev FK     | 4:1       | B 1921 Nykøbing    |
| Hellerup IK      | 2:1 n. V. | Fremad Amager      |
| Hobro IK         | 2:8       | Nakskov BK         |
| KFUM Kopenhagen  | 7:0       | BK Frem Sakskøbing |
| Lendemark BK     | 4:2       | Ikast FS           |
| BK Marienlyst    | 4:2       | Esbjerg KFUM       |
| Nibe BK          | 6:4       | Odense KFUM        |
| Odder IGF        | 2:5       | Lyngby BK          |
| Randers SK Freja | 6:1       | B 1901 Nykøbing    |
| Skagen IK        | 0:2       | IF Skjold Birkerød |
| Stenstrup BK     | 2:1       | Helsingør IF       |
| Vanløse IF       | 1:0       | Brande IF          |
| Viborg FF        | 2:4       | Svendborg BK       |
| IK Viking Rønne  | 1:3       | Brønshøj BK        |
| Aalborg BK       | 3:0       | Nyborg G&IF        |
| IK Aalborg Chang | 3:1       | BK Rødovre         |

## 4. Runde
Teilnehmer: Die 16 Sieger der dritten Runde, Erster bis Zehnter der 1. Division 1954/55 und Erster bis Sechster der 2. Division 1954/55.
|                    | Ergebnis  |                      |
| ------------------ | --------- | -------------------- |
| AB Gladsaxe        | 4:2       | Odense BK            |
| IF AIA-Tranbjerg   | 4:3 n. V. | Hellerup IK          |
| B.93 Kopenhagen    | 1:3       | BK Marienlyst        |
| B 1909 Odense      | 4:2       | Lyngby BK            |
| B 1913 Odense      | 3:4       | Brønshøj BK          |
| IF Skjold Birkerød | 2:0       | Nakskov BK           |
| Esbjerg fB         | 8:1       | Svendborg BK         |
| BK Frem Kopenhagen | 2:1       | Kjøbenhavns Boldklub |
| Haderslev FK       | 3:1       | Nibe BK              |
| Horsens fS         | 1:3       | Aarhus GF            |
| Lendemark BK       | 01:11     | B 1903 Kopenhagen    |
| Næstved IF         | 4:0       | Aalborg BK           |
| Randers SK Freja   | 6:2       | IK Aalborg Chang     |
| Skovshoved IF      | 1:2       | Køge BK              |
| Stenstrup BK       | 1:3       | Vejle BK             |
| Vanløse IF         | 0:1       | KFUM Kopenhagen      |

## Achtelfinale
|                  | Ergebnis  |                    |
| ---------------- | --------- | ------------------ |
| AB Gladsaxe      | 9:1       | BK Marienlyst      |
| Aarhus GF        | 4:1       | Esbjerg fB         |
| IF AIA-Tranbjerg | 1:2       | Køge BK            |
| B 1909 Odense    | 1:2       | B 1903 Kopenhagen  |
| Haderslev FK     | 2:7       | Brønshøj BK        |
| KFUM Kopenhagen  | 2:3 n. V. | BK Frem Kopenhagen |
| Næstved IF       | 3:1       | IF Skjold Birkerød |
| Randers SK Freja | 4:3 n. V. | Vejle BK           |

## Viertelfinale
|                   | Ergebnis |                    |
| ----------------- | -------- | ------------------ |
| Aarhus GF         | 6:4      | Køge BK            |
| B 1903 Kopenhagen | 1:2      | BK Frem Kopenhagen |
| Næstved IF        | 1:6      | AB Gladsaxe        |
| Randers SK Freja  | 0:2      | Brønshøj BK        |

## Halbfinale
|                    | Ergebnis  |             |
| ------------------ | --------- | ----------- |
| BK Frem Kopenhagen | 4:2       | Aarhus GF   |
| AB Gladsaxe        | 2:2 n. V. | Brønshøj BK |

### Wiederholungsspiel
|             | Ergebnis |             |
| ----------- | -------- | ----------- |
| AB Gladsaxe | 2:0      | Brønshøj BK |

## Finale
| Paarung            | BK Frem Kopenhagen – AB Gladsaxe |
| Ergebnis           | 1:0 (0:0) |
| Datum              | 2. Juni 1956 |
| Stadion            | Københavns Idrætspark, Kopenhagen |
| Zuschauer          | 23.000 |
| Schiedsrichter     | Aksel Asmussen |
| Tore               | 1:0 Olaf Henriksen (61.) |
| BK Frem Kopenhagen | Per Henriksen – Arne Kjeldsen, Erik Rasmus Petersen, George Lees – Bendt Jørgensen, Leif Tønnesen – Olaf Henriksen, Bent Ib Jørgensen, Henning Jensen, Harald Gronemann, Ib Bengtsson. Cheftrainer: Leo Nielsen |
| AB Gladsaxe        | Kaj Jørgensen – Dan Ohland Andersen, Verner Nielsen, Stehen Blicher – Christen Brøgger, Erik Jensen – Frank Reckendorff, Knud Lundberg, John Njor, Ove Bech Nielsen, Hartvig Møller. Cheftrainer: Arne Sørensen |